# Tomasz Maciej Janiszewski
Tomasz Janiszewski (ur. 6 kwietnia 1967 w Gdyni) – polski architekt, absolwent Politechniki Gdańskiej. W 1994 współtworzył biuro projektowe BJK Architekci, którym samodzielnie kieruje od 1998 r. W 2013 r. w konkursie Profesjonaliści Forbesa – Zawód Zaufania Publicznego otrzymał nagrodę w kategorii „Architekt” w woj. pomorskim.